# Isandlwana

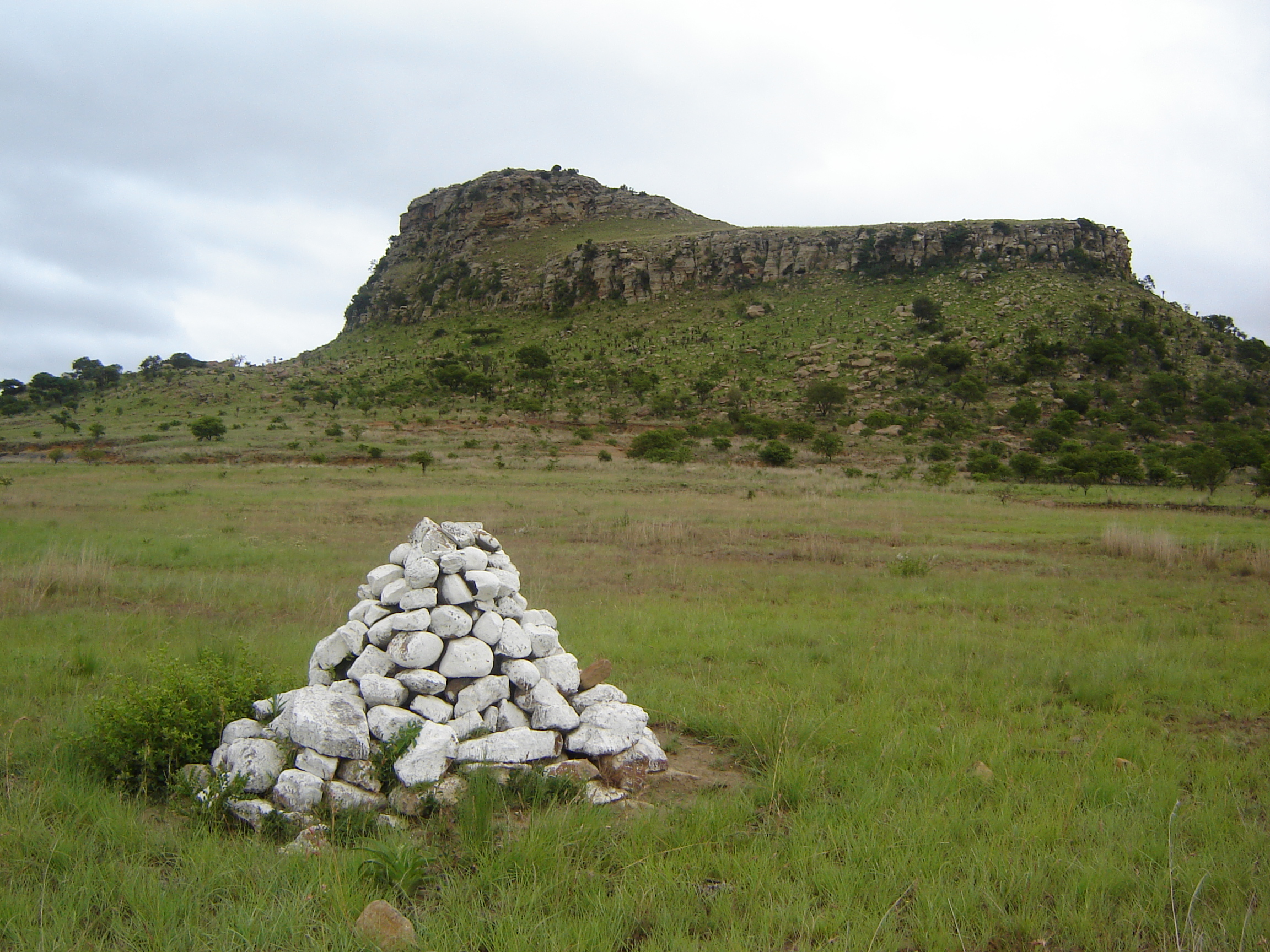
Isandlwana med ett brittiskt stenröse som markerar en grav från slaget vid Isandlwana

Isandlwana (ibland även Isandhlwana eller Isandula) är en isolerad kulle i KwaZulu-Natal provinsen i Sydafrika, 16 km sydost om Rorke's Drift och 169 km nord-nordväst om Durban.
Den 22 januari 1879 var Isandlwana skådeplatsen för slaget vid Isandlwana, där ungefär 22 000 zulukrigare besegrade ungefär 1 350 brittiska och infödda trupper i det första slaget i Zulukriget.  Den brittiska styrkan blev i stort sett utplånad av zuluerna under Cetshwayos ledning. Striden är det största nederlaget någonsin för den brittiska armén mot en teknisk underlägsen inhemsk styrka.